# Дідерік Бур
Дідерік Бур (нід. Diederik Boer, нар. 24 вересня 1980, Еммелорд) — нідерландський футболіст, воротар клубу «Аякс».
Виступав, зокрема, за клуб «Зволле».
Володар Кубка Нідерландів. Володар Суперкубка Нідерландів.

## Ігрова кар'єра
У дорослому футболі дебютував 2000 року виступами за команду клубу «Зволле», в якій провів чотирнадцять сезонів, взявши участь у 293 матчах чемпіонату. Більшість часу, проведеного у складі «Зволле», був основним голкіпером команди.
До складу клубу «Аякс» приєднався 2014 року.

## Досягнення
- Володар Кубка Нідерландів:

«Зволле»: 2013–14
- Володар Суперкубка Нідерландів:

«Зволле»: 2014